# Милян, Николай Иванович
Николай Иванович (6 марта 1929, Добряны — 18 ноября 2006, Львов) — украинский советский деятель, слесарь Львовского автобусного завода Министерства автомобильной промышленности СССР. Депутат Верховного Совета УССР 9—10 созывов. Герой Социалистического Труда (1971).

## Биография
Родился в селе Добряны. Работал слесарем на Львовском автобусном заводе.
В 1970 году досрочно выполнил личные социалистические обязательства и производственные задания Восьмой пятилетки (1966—1970). Указом Президиума Верховного Совета СССР от 5 апреля 1971 года «за выдающиеся успехи в выполнении заданий пятилетнего плана по развитию автомобильной промышленности» удостоен звания Героя Социалистического Труда с вручением ордена Ленина и золотой медали «Серп и Молот».
Депутат Верховного Совета УССР 9—10 созывов. Член Президиума Верховного Совета УССР. Делегат XXV съезда КПСС.

## Награды
- Герой Социалистического Труда (1971).